# Ochyrocera thibaudi
Bản mẫu:Nhan
Ochyrocera thibaudi là một loài nhện trong họ Ochyroceratidae. Loài này phân bố ở Kleine Antillen.